# Hotel Mario
Hotel Mario és un videojoc de trencaclosques publicat per Philips per a la seva consola CD-i el 1994. Va ser un dels quatre jocs protagonitzat per personatges de Nintendo que van sortir per a la CD-i, i l'únic de la franquícia Mario, perquè els altres dos jocs que estaven planejats van acabar cancel·lant-se. Va rebre crítiques mixtes, i amb el pas del temps, se l'ha acabat considerant com a un dels pitjors jocs de la història, i les animacions utilitzades per explicar la història van esdevenir un mem d'Internet.

## Jugabilitat
L'acció té lloc en una sola pantalla, i el personatge controla en Mario, qui ha de trobar la Princesa Toadstool a través de set hotels del Regne dels Xampinyons. Cada hotel es divideix en nivells, i l'objectiu és tancar-hi les portes en cadascun d'ells, pujant o baixant de planta amb ascensors i derrotant els enemics, i amb l'ajuda dels tres potenciadors clàssics (Super Xampinyó, Flor de Foc, Estrella). Cada hotel acaba amb una batalla amb un dels Koopalings, excepte en l'últim, que és amb en Bowser. El joc també té un mode multijugador per torns on el segon jugador maneja en Luigi.

## Argument
En Mario i en Luigi arriben al Regne dels Xampinyons després que la Princesa Toadstool els hagi convidat a un pícnic, però descobreixen que ha estat conquerit per en Bowser i reanomenat a "Klub Koopa Resort". En Mario llegeix la carta que els ha deixat, on hi diu que ell, junt amb els Koopalings, han convertit el regne en un centre vacacional personal i hi han establert set hotels que els serveixen com a bases d'operació. A més d'això, ha segrestat a la princesa i l'ha tancat en un dels hotels com a "convidada permanent". En Mario i en Luigi s'endinsen al regne amb l'ajuda del jugador.
Cada cop que en Mario i en Luigi derroten un Koopaling i alliberen el seu hotel corresponent, la princesa torna a ser segrestada immediatament, quedant reclosa en el següent hotel. Quan arriben a l'últim hotel, s'enfronten amb l'Iggy (l'únic Koopaling que no té hotel propi) i després amb en Bowser. Són derrotats, i en Mario, en Luigi i la princesa surten corrents de l'hotel, que s'està esfondrant, i així torna la pau al Regne dels Xampinyons. La Princesa Toadstool agraeix als germans que hagin alliberat el regne i els fa un petó, i finalment dona les gràcies al jugador. Tots tres marxen cap a la posta de sol i saluden al jugador, acomiadant-lo i agraint-li les contribucions.

## Desenvolupament
Per raó de la creixent popularitat dels discos compactes a finals de la dècada dels 80, que permetrien crear jocs electrònics de major mida, Nintendo es va interessar en aquest mercat. L'any 1988, va firmar un contracte amb Sony per desenvolupar dos projectes: un accessori basat en CD per a la Super Nintendo i un dispositiu Sony que executaria cartutxos de SNES i jocs basats en CD, anomenat "PlayStation". Igualment, alhora, Nintendo estava treballant amb una altra empresa, aleshores líder del sector dels productes electrònics a Europa i pionera en la tecnologia dels CD, Philips. En el Consumer Electronics Show de 1991, Sony va fer pública la "PlayStation" compatible amb jocs de SNES, i un dia després, Nintendo va fer públic la seva col·laboració amb Philips, que va agafar per sorpresa a Sony. L'any 1993, Nintendo va decidir que abandonava els plans de fer cap perifèric; Sony va decidir donar suport a la Sega CD, i faria servir més tard aquest nom per a la seva nova consola, mentre que Philips, amb la dissolució del contracte, tenia dret a fer servir certes marques de Nintendo per a la seva consola CD-i. Van acabant-ne sortint tres jocs de The Legend of Zelda, i tot i que es van acabar planejant tres jocs de la franquícia Mario –Super Mario's Wacky Worlds, Mario Takes America i Hotel Mario–, només va acabar sortint aquest últim.
Nintendo no va participar activament en la creació del joc, sinó que només es van preocupar perquè es respectessin les seves marques. Philips en va delegar el desenvolupament a empreses sense experiència; en aquest cas, a "Fantasy Factory". Segons el dissenyador Stephen Radosh, la idea dels hotels amb múltiples nivells va ser seva. Tant els desenvolupadors com els testejadors eren persones grans, alguns d'ells inclús superant l'edat de jubilació, segons una de les artistes dels escenaris, Trici Venola. Com que el públic objectiu eren els nens, amb reflexos més ràpids, es donaven versions més alentides del joc als testejadors i després s'acceleraven, en paraules seves.
Per explicar l'argument, es van fer servir cinemàtiques full motion video, creades pel mateix equip que les va fer per als jocs de Zelda per a CD-i, l'estudi russo-estatunidenc Animation Magic. Tant Venola com el director artístic Jeff Zoem es van inspirar en elements de Disney i de J. R. R. Tolkien per millorar l'aspecte visual, per exemple, dels hotels, ja que una versió preliminar no els va acabar de fer el pes per "mecànica" i "visualment gens divertida". Les il·lustracions escèniques estaven formades per diversos blocs, cadascun amb un detall. El primer element creat per Venola per als hotels va ser la porta. Es va trigar una setmana per fer cada edifici i es van dissenyar seguint temàtiques concretes; per exemple, el castell d'en Bowser presenta arquitectura gòtica. Durant la fase de concepció, es va proposar i dibuixar un "hotel de formatge", però a Venola li va semblar horrible i l'artista responsable va ser acomiadat.
Amb teclats i sintetitzadors, la música del joc va ser composta per Marc St. Regis, qui va haver d'escriure la música en arxius midi en un Mac OS 7 amb Opcode Studio Vision fent servir Studio Electronics Obie Rack, Yamaha TG-100, Roland S770 (amb samples personalitzats i de fàbrica), Roland MKS-20, MKS-50, Casio CZ-100 i Casio MT-40 (personalitzat). Tant la sintonia d'introducció com la del final van ser rendicions del "Polka Medley" de Max Steiner utilitzat en la pel·lícula de 1933 Donetes. Un amic de St. Regis, Jack Levy, va ser ajudant de producció i de disseny de so. Només va coproduir versions alternatives de les consoles, no en va fer de noves i va donar-li tots els mèrits a St. Regis. Per a l'actuació de veu, Marc Graue va fer les veus dels germans Mario i d'en Bowser, mentre que la Toadstool tenia la veu de Jocelyn Benford. La veu habitual d'en Mario d'aleshores, Charles Martinet, no hi va participar. Graue va ser contractat mitjançant una agència, mentre que Benford va ser recomanat per un empleat de Philips Media. Més tard es casaria amb Michael Ahn, qui va ser un dels productors d'Hotel Mario.
En un primer moment, els germans Mario no podien saltar. Segons el dissenyador Radosh, l'opció de saltar es va afegir a partir d'un suggeriment de Hollie Lohff, la filla d'una dels enginyers, Thomas Lohff. Va provar el joc abans que sortís i va criticar que no es pogués saltar com sí que es podia fer en anteriors jocs de Mario.
Segons Radosh, a Nintendo li va agradar el resultat final, i va sentir que es van plantejar de dur-lo a les seves pròpies plataformes. Hotel Mario va sortir el juliol de 1994 als Estats Units i a Europa. Se'n va fer una versió en francès, que es calcula que va sortir poc més tard.

## Recepció
Inicialment, Hotel Mario va rebre crítiques mixtes. Electronic Gaming Monthly, amb tres notes de 6/10, 7/10 i 8/10, va descriure el joc com a simple però addictiu. GamePro va dir que el joc era divertit però que ràpidament es feia avorrit i que "l'únic aspecte interessant eren les modernes seqüències animades". A la revista espanyola Superjuegos li van agradar les mecàniques simples del joc i el van recomanar a tothom qui tingués CD-i.
Des de llavors, Hotel Mario ha estat considerat com un dels pitjors jocs de Mario. Levi Buchanan, d'IGN, el va considerar superior als jocs de Zelda de Philips, però que igualment, "tancar portes" durant tot el joc no era un atractiu poc potent. J.C. Fletcher de Joystiq també en va ridiculitzar la trama: "Pel que sembla, en Bowser ha tingut el nefast pla que els seus sequaços obrin portes en... els seus propis hotels, gastant aire condicionat i fent pujar la factura de la llum per no res. Heroicament, en Mario i en Luigi han de tancar totes les portes i salvar el seu arxienemic de què faci massa fred als passadissos." GamesRadar va definir el joc com a "merdàstic", i Eurogamer va dir que no era gaire més que "una versió porqueria d'Elevator Action, un joc per a recreatives del 1983 de jugabilitat similar. També es va criticar que els controls no responguessin correctament.
Les cinemàtiques van ser àmpliament criticades. Joystiq les va qualificar d'"amateur, escandalosament acolorides, inestables, amb zooms del no res". 1UP.com les va definir com a "directament terrorífiques", i IGN les va qualificar de "pèssimes", que semblaven "un foliscopi mal fet d'imatges tretes del Paint. A aquests dos mitjans tampoc els va semblar bé la tria de Marc Graue per a la veu d'en Mario, dient que li mancava l'alegria de la veu d'aleshores, Charles Martinet. A 1UP, Danny Cowan va dir: "En Mario sembla més aviat algun avi exfumador provant d'imitar un sicari de la màfia... Els diàlegs intenten semblar alegres, però les veus dels personatges impliquen actes de terror i d'odi." L'any 2008, IGN va incloure'l en la llista dels deu pitjors jocs de Mario. L'any 2017, GamesRadar el va incloure en la 48a posició en la seva llista de 50 pitjors jocs de tots els temps.
Les cinemàtiques van guanyar notorietat a finals de la dècada dels 2000 i a principis dels 2010 com a mem d'Internet, ja que amb l'aparició de YouTube, es van fer múltiples paròdies i muntatges, les conegudes com a "YouTube Poop". Marc Graue va tornar a posar-li la veu a en Mario en un vídeo doblatge paròdia que va fer el 2012. L'any 2024, va ser anunciada una recreació no oficial del joc, duta a terme per aficionats, anomenada Hotel Mario ReBooked.